# Efraín Velarde
Efraín Velarde est un footballeur mexicain né le 18 avril 1986 à Mexico. Il évolue au poste de défenseur au Pumas UNAM.

## Carrière
- 2004-201. : Pumas UNAM ( Mexique)[2]

## Palmarès
- Champion du Mexique : 2004 (Tournoi d'ouverture), 2004 (Tournoi de Clôture), 2009 (Tournoi de Clôture), et 2011 (Tournoi de Clôture)
- Vainqueur de la Supercoupe du Mexique en 2004